# Braccialetto delle World Series of Poker

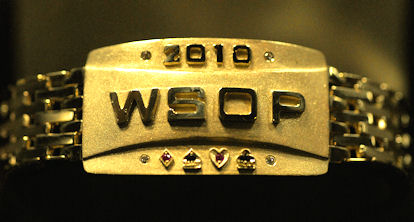
Uno dei braccialetti d'oro destinati ai vincitori di un evento delle WSOP 2010

Il braccialetto delle World Series of Poker è considerato il premio non monetario più ambito che un giocatore di poker possa vincere. Sin dalle WSOP 1976 un braccialetto è stato assegnato come premio per il vincitore di ogni evento delle varie edizioni annuali. Ciò nonostante, anche le vittorie precedenti al 1976 sono considerate come braccialetti.
Con l'aumentare del prestigio della competizione, è aumentato anche il valore di mercato del braccialetto. I primi valevano poche centinaia di dollari, mentre quelli più recenti sono stati prodotti da aziende del lusso come la Corum o la "Jason of Beverly Hills" di Las Vegas.

## Storia
Il braccialetto non è sempre stato il premio per la vittoria di un evento WSOP. Alle WSOP 1970, nella prima edizione del torneo il vincitore si aggiudicò una coppa d'argento. Solo dall'edizione 1976 fu introdotto il braccialetto.
Tra il 1980 e il 1981 non era necessario vincere un evento per ottenere il braccialetto. In quegli anni Johnny Hale (nel 1980) e Chip Reese (nel 1981) vinsero il titolo come i migliori giocatori dell'anno. Tuttavia questi braccialetti non sono conteggiati nelle classifiche.
Nel 2007 Thomas Bihl è stato il primo a vincere un braccialetto WSOP fuori da Las Vegas: ha infatti vinto il £ 2,500 World Championship H.O.R.S.E. alle World Series of Poker Europe 2007 di Londra. Qualche giorno dopo Annette Obrestad diveniva la più giovane vincitrice all'età di 18 anni e 364 giorni. La Harrah's, proprietaria delle WSOP, considera i braccialetti distribuiti in Europa dello stesso valore di quelli di Las Vegas.
Il 29 maggio 2011 è stato assegnato un braccialetto WSOP anche a Samuel Barnhart, vincitore del WSOP Circuit National Championship, ultima tappa del Circuito delle World Series of Poker 2011. Quello assegnato a Barnhart è stato il braccialetto numero 893 della storia delle WSOP: il computo include sia le vittorie alle WSOPE, sia le vittorie dei primi anni della storia delle WSOP, in cui non venne materialmente assegnato un braccialetto.

## Detentori di più braccialetti
Il giocatore che detiene il maggior numero di braccialetti è lo statunitense Phil Hellmuth, il quale ne detiene 17. Seguono Johnny Chan, Doyle Brunson e Phil Ivey con 10.

## Galleria d'immagini
Galleria di immagini riguardanti i braccialetti assegnati al vincitore del Main Event

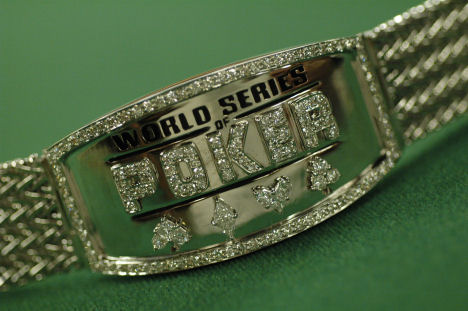
WSOP 2005 (platino e diamanti)
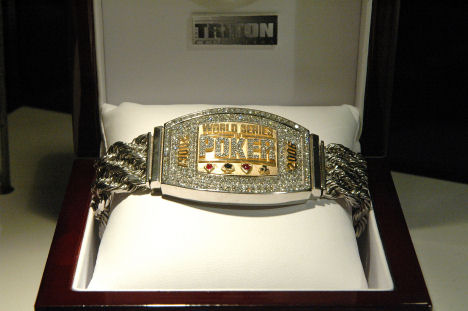
WSOP 2006 (oro e oro bianco, diamanti, rubini e zaffiri)
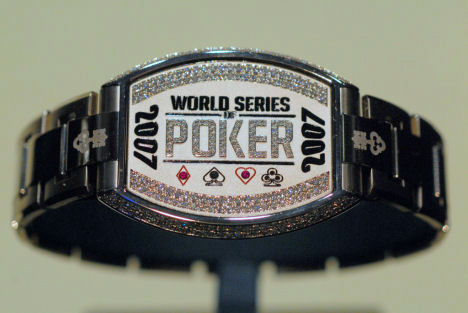
WSOP 2007 (136 grammi di oro bianco, e 120 diamanti)
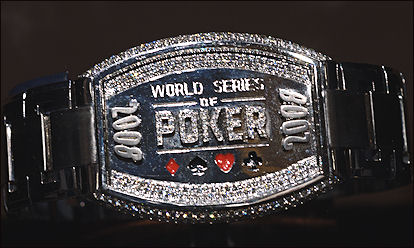
WSOP 2008
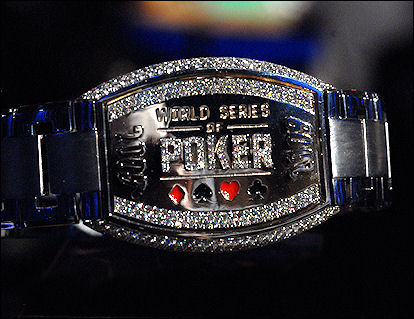
WSOP 2009
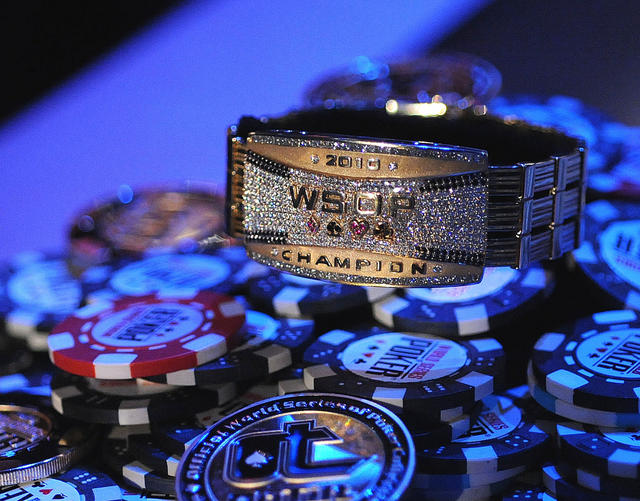
WSOP 2010 (6 once d'oro e 550 diamanti)
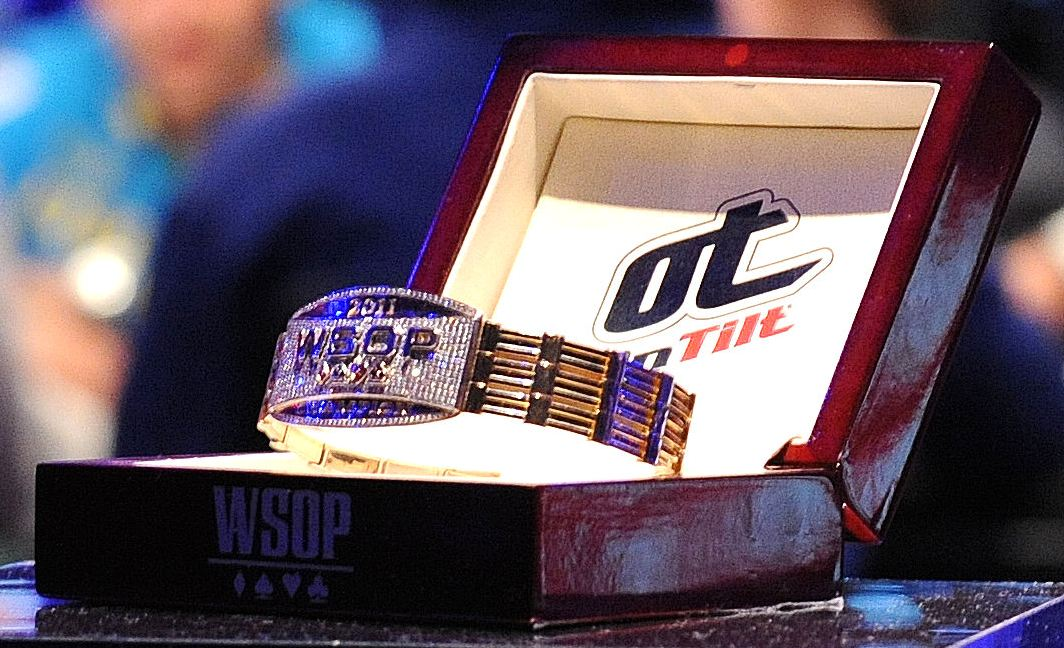
WSOP 2011